# Farma wiatrowa Vindeby
Farma wiatrowa Vindeby – pierwsza na świecie morska elektrownia wiatrowa; znajdowała się w Danii w pobliżu wyspy Lolland. Została uruchomiona w 1991 roku, a w 2017 roku zlikwidowana. Właścicielem była firma DONG Energy.

## Historia
Pierwsza na świecie morska farma wiatrowa o mocy 4,95 MW Vindeby została zbudowana w 1991 roku, w odległości 1,8 km od brzegu, na głębokościach 2–7 metrów, niedaleko miejscowości Lolland położonej w południowo-wschodniej Danii. Została zaprojektowana jako projekt demonstracyjny, który miał udowodnić, że jest możliwe wytwarzanie zielonej energii na morzu. Elektrownia miała 11 turbin, model B35/450 o jednostkowej mocy 0,45 MW, które wyprodukowała firma Bonus Energa (od  2004 roku należy do koncernu Siemens Wind Power, będącego jednym z globalnych liderów w budowie morskich turbin wiatrowych). Podczas całego swojego okresu pracy farma wiatrowa Vindeby wygenerowała 243 GWh energii elektrycznej. Odpowiada to takiej ilości energii, jaką siedem największych morskich turbin wiatrowych może wygenerować w ciągu jednego roku lub energii generowanej przez 17 dni przez DONG Energy – Hornsea Onei. Jedna z turbin wiatrowych została umieszczona w Duńskim Muzeum Energii i stała się częścią wystawy w Energimuseet.

## Likwidacja
Po 26 latach użytkowania DONG Energy(od 2017 roku Ørsted) podjęła decyzję o likwidacji farmy wiatrowej. W marcu 2017 roku rozpoczęto demontaż jedenastu turbin wiatrowych. Rozebrano turbiny, rozbito betonowe fundamenty. Wszystkie elementy turbin wiatrowych i fragmenty fundamentów przewieziono na brzeg do portu w Nyborg.

## Znaczenie
W 1997 roku Duński Urząd Energetyki opracował i  opublikował Plan Działania Na Rzecz Morskich Turbin Wiatrowych. Było to możliwe dzięki danym o obszarach z dogodnymi warunkami wiatrowymi, które zebrano po zrealizowaniu tego i innych projektów.  Według planu w Danii można zbudować farmy o łącznej mocy do 4600 MW, które w całości pokryją krajowe zużycie energii elektrycznej.